# 约恩苏
约恩苏（直译：「河口」）是芬兰北卡累利阿区的一座城市，位于芬兰的东部湖区。城市始建于1848年，居民数量为76,543人（2019年1月31日），经济辐射圈内的人口数量则有11.5万人。作为一个典型的芬兰东部城市，约恩苏的单一官方语言为芬兰语。
东芬兰大学的一个校区设在约恩苏，市内还有卡累利阿应用科学大学，因此约恩苏也是一个大学城。

## 友好城市

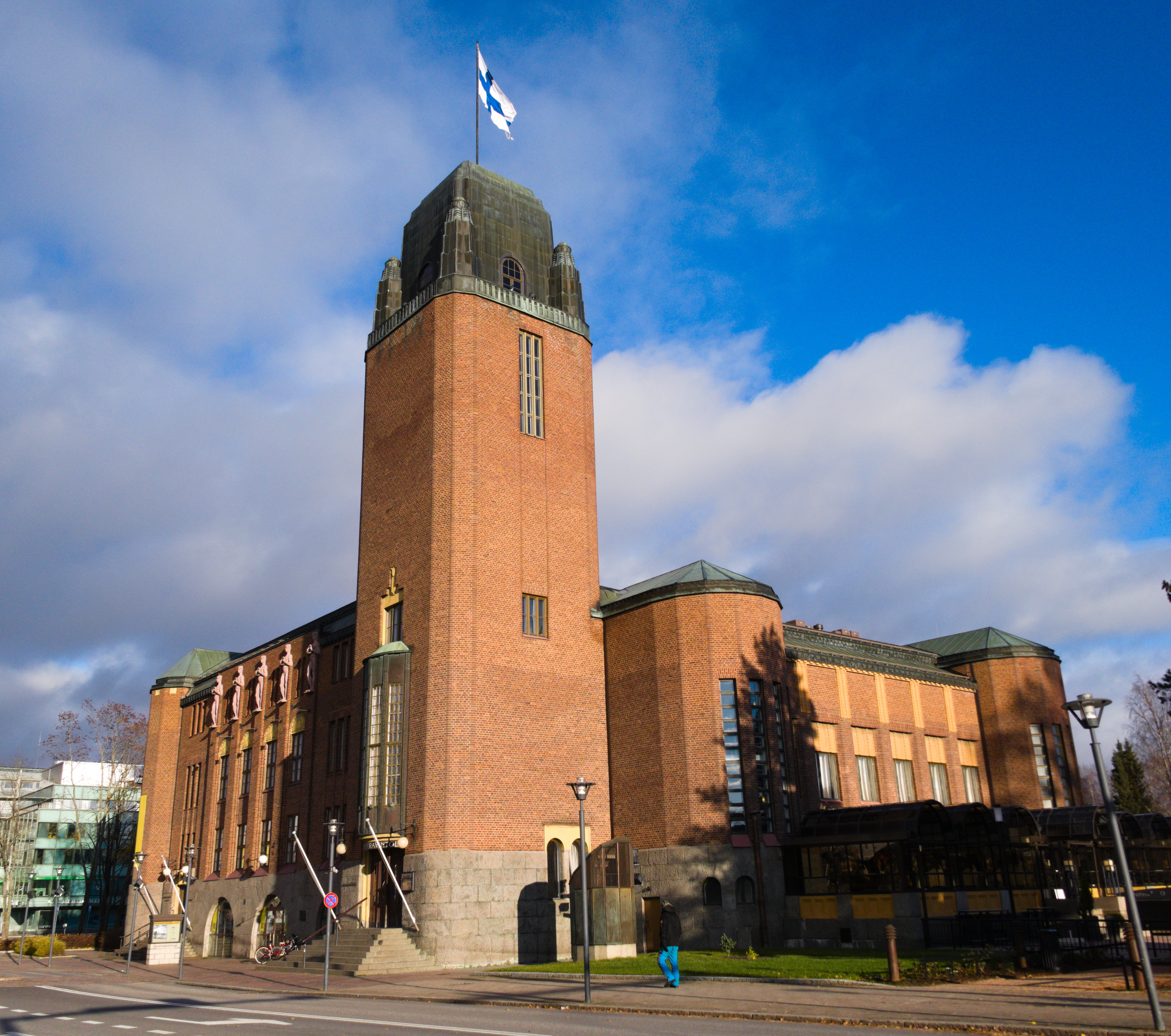
约恩苏市政厅

约恩苏与下列城市结为友好城市关系：
- 瑞典林雪平
- 丹麦罗斯基勒
- 冰岛伊萨菲亚扎拜尔
- 挪威滕斯贝格
- 立陶宛维尔纽斯
- 俄罗斯彼得罗扎沃茨克